# Lustarnas trädgård
Lustarnas trädgård eller Ljuvligheternas trädgård är en triptyk av den nederländske målaren Hieronymus Bosch. När den är målad är något omtvistat och uppskattningar spänner från 1490 till 1510; ofta anges 1503–1504 som trolig tid för tillkomsten. Triptyken är målad med olja på ekträ. Verket består av en kvadratisk panel och två flyglar som fungerar som luckor. När panelerna är infällda visar de världen under den bibliska skapelsen. När de är utfällda visar den vänstra panelen hur Gud presenterar Adam och Eva för varandra, mittpanelen visar ett panorama av nakna människor, underliga djur och frukter, och den högra panelen visar helvetets plågor. Verkets intrikata symbolik har gjort att dess budskap har varit omtvistat genom århundradena. Sedan 1939 finns verket på Pradomuseet i Madrid.